# Niels Hansen (1817-1906)
 Der er flere personer med dette navn, se Niels Hansen.
Niels Hansen (24. december 1817 i Vejstrup – 13. november 1906 i Oure) var en dansk gårdmand og politiker, bror til Christen Hansen Rosager.
Niels Hansen var søn af gårdejer og politiker Hans Christensen og Ane Nielsdatter. Hansen var sognefoged i Oure, Landstingsmand fra Venstre 1870-78,  og amtsrådsmedlem 1859-92. 
Han blev gift 23. oktober 1841 med Maren Hansdatter (19. maj 1823 i Vejstrup – 17. marts 1906 i Høve). Sønnen Hans Peter Nielsen blev også politiker.